# Jedediah Bila

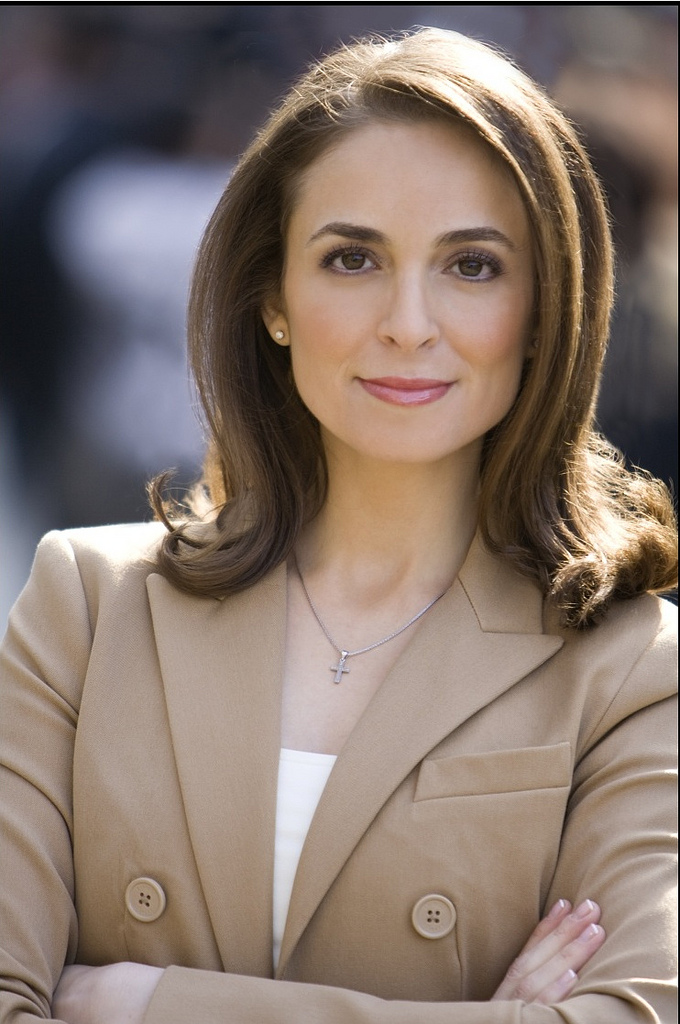
Jedediah Bila (2011)

A. Jedediah Louisa Bila (* 29. Januar 1979 in Brooklyn, New York City) ist eine amerikanische Journalistin, Autorin und Fernsehmoderatorin, die für den konservativen Sender Fox News arbeitet.

## Ausbildung und anfängliche Karriere
Bila wurde 1979 in Brooklyn, New York geboren und ist italienischer Abstammung. Sie besuchte das private Wagner College auf Staten Island und schloss dieses als Klassenbeste mit einem B.A. in Spanisch ab. Währenddessen studierte sie Betriebswirtschaftslehre als Nebenfach. Später schloss Bila einen Lehrgang an der Columbia University mit einem Master in spanischer Literatur ab.
Anschließend unterrichtete Bila mehrere Jahre an diversen High Schools, Mittelschulen und Colleges. Sie war unter anderem auch als Dekanin einer High School tätig.

## Medienkarriere
Bila war immer wieder als Ombudsfrau in der Sendung Red Eye w/ Greg Gutfeld bei Fox News, Varney & Co. auf Fox Business und Real News auf The Blaze TV tätig. Seitdem ist sie ein regelmäßiger Gast bei den Fernsehsendern Fox News, Fox Business, MSNBC, und diversen Radiosendungen in den USA. Zu den Programmen, bei denen sie auftritt gehören: Red Eye w/ Greg Gutfeld, Hannity, Fox & Friends, Jansing & Co., Now with Alex Wagner, The Mark Levin Show, Lou Dobbs Tonight und America's Newsroom.
Bila schreibt auch verschiedenen Kolumnen für Human Events, The Daily Caller, Newsmax, Breitbart.com, The Blaze und Fox News, sowie der Association of Mature American Citizens. Ihre Arbeit setzt sich vor allem mit den Themen Politik, Kultur, Medien, Musik und Fitness auseinander.
Im Jahr 2013 wurde Bila bei Fox News als Mitarbeiterin engagiert. Seit dem April 2014 ist sie als wechselnde Diskussionteilnehmein in der Talkshow Outnumbered zu sehen.

## Trivia
- Im Verlauf der Präsidentschaftswahl in den Vereinigten Staaten 2016 wurden Gerüchte laut, dass Bila Teil eines von Donald Trump geführten Kabinetts werden könnte, was sie jedoch umgehend zurückwies.[4]
- Bila unterstützt die Republikanische Partei und sprach sich während der Vorwahlen zur US-Präsidentschaft 2016 für Rand Paul, den Senator für Kentucky aus.[5] Mittlerweile unterstützt sie Donald Trump.

## Werke
- 2011: Outnumbered: Chronicles of a Manhattan Conservative. ISBN 0-9835768-0-7
- 2018: #DONOTDISTURB: How I Ghosted My Cell Phone to Take Back My Life, Harper, ISBN 978-0062797063